# Zaeera cretata
Zaeera cretata är en skalbaggsart som beskrevs av Francis Polkinghorne Pascoe 1865. Zaeera cretata ingår i släktet Zaeera och familjen långhorningar. Inga underarter finns listade i Catalogue of Life.